# Dolianova
Dolianova (sardinski: Patiòlla) je grad i općina (comune) u pokrajini Južnoj Sardiniji u regiji Sardiniji, Italija. Nalazi se na nadmorskoj visini od 212 metara i ima populaciju od 9 699 stanovnika.
 Prostire se na teritoriju od 84,31 km². Gustoća naseljenosti je 115 st/km².
Susjedne općine su: San Nicolò Gerrei, Sant'Andrea Frius, Serdiana, Sinnai, Soleminis i Villasalto.